# Rachel Boston
 Rachel Elizabeth Boston (Signal Mountain, 09 de maio de 1982) é uma atriz americana. Mais conhecida por atuar regularmente nas séries Witches of East End, The Ex List e American Dreams.
Rachel também já atuou em vários filmes independentes, os mais notáveis são: Blind Turn, The Pill, 10 Years Later, Ghosts of Girlfriends Past e (500) Days of Summer. Como também em vários telefilmes, entre eles, estrelou: A Gift of Miracles (2015) e Ring by Spring (2014), ambos da Hallmark Channel.

## Biografia

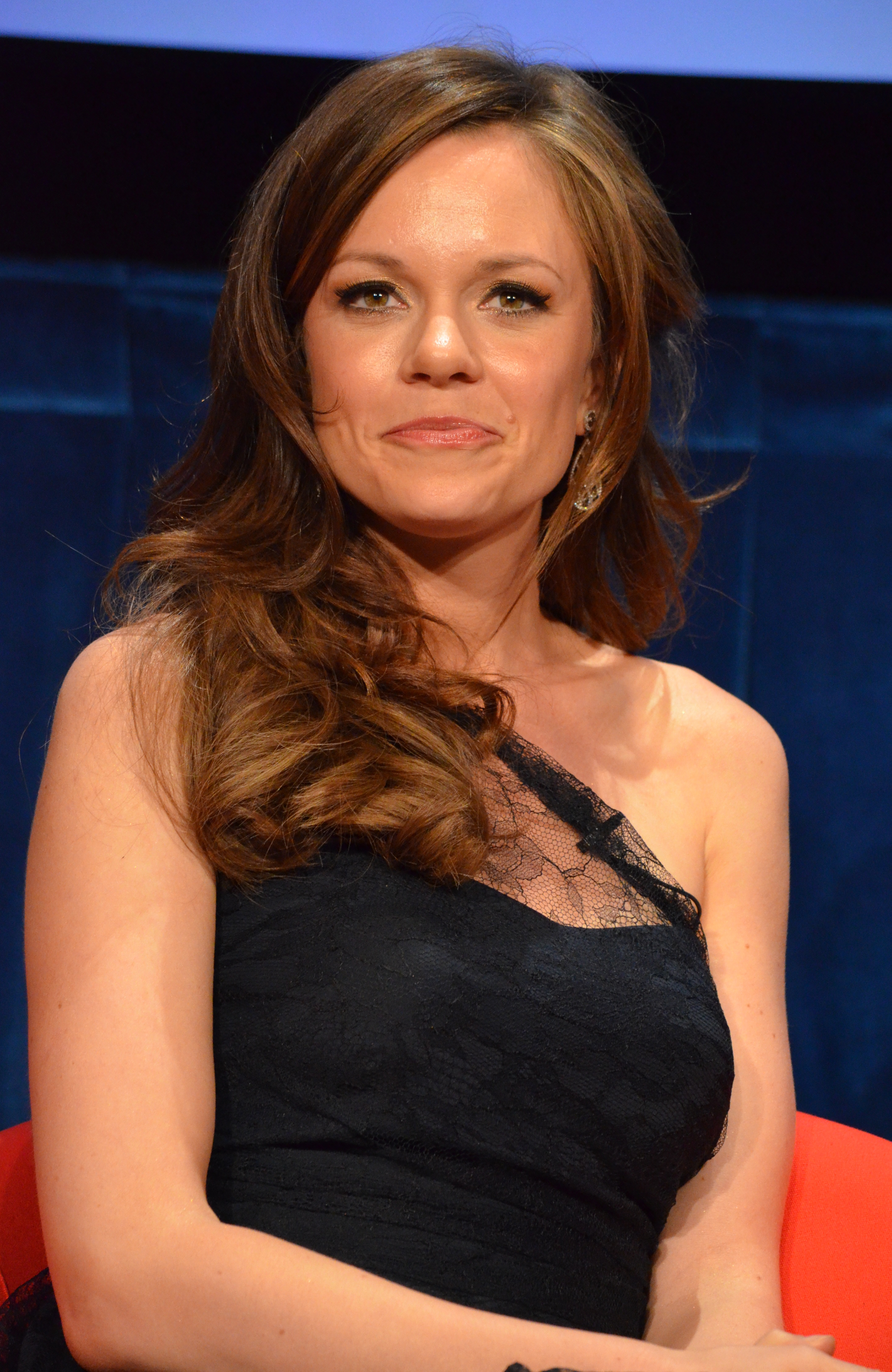
Rachel Boston no Paley Center em abril de 2012.

Nascida e criada em Signal Mountain, seus pais se chamam Terry e Brenda Boston. Ela tem dois irmãos, Andrew e Brian Boston, um estudante da Universidade Harvard e um geólogo. Rachel se apaixonou pela atuação com sete anos de idade, quando foi lançada em uma peça da igreja chamada “We Like Sheep”. Estudou na Girls Preparatory School em Chattanooga, participando de peças da escola e do teatro comunitário. Quando estava na 6 ª série, viajou com sua mãe para Nova Iorque para que pudessem competir em um concurso de talentos, onde Rachel terminou em terceiro lugar na categoria de canto e sua mãe terminou em primeiro lugar na categoria de atuação.
Com dezessete anos de idade, mudou-se para Nova Iorque e recebeu uma bolsa para estudar na Universidade de Nova Iorque, frequentou também a Universidade Fordham e treinou sua profissão no The Actors Center.
A carreira de Rachel ganhou um incentivo em 1999, quando ela foi coroada a Miss Tennessee Teen USA e ficou entre as dez primeiras na competição do Miss Teen USA. Depois de seus estudos, passou os próximos dois anos atuando em produções de teatro em Nova Iorque e Pensilvânia, mas, eventualmente, decidiu se mudar para Los Angeles e procurar por novas oportunidades.  

## Filmografia

### Televisão
| Ano       | Título                  | Papel                    | Notas                         |
| --------- | ----------------------- | ------------------------ | ----------------------------- |
| 2018      | The Good Doctor         | Kayla                    | Episódio 7, Temporada 2       |
| 2013-2014 | Witches of East End     | Ingrid Beauchamp         | Elenco principal              |
| 2011-2012 | In Plain Sight          | Detetive Abigail Chaffee | Recorrente, Temporadas 4-5    |
| 2011      | Mad Love                | Erin Sinclaire           | Episódios 1-6                 |
| 2010      | Castle                  | Penny Marchand           | Episódio 2, Temporada 3       |
| 2010      | Scoundrels              | Tanya Leterre            | Episódios 4-7-8               |
| 2010      | Accidentally on Purpose | Brenda                   | Episódio 17                   |
| 2009      | Eastwick                | Charlene                 | Episódio 4                    |
| 2009      | The Cleaner             | Chloe Jamison            | Episódio 5, Temporada 2       |
| 2008-2009 | The Ex List             | Daphne Bloom             | Elenco principal              |
| 2008      | ER                      | Beth Ackerman            | Episódio 11, Temporada 14     |
| 2007      | Curb Your Enthusiasm    | Garçonete                | Episódio 8, Temporada 6       |
| 2007      | Las Vegas               | Patsy                    | Episódio 3, Temporada 5       |
| 2007      | Rules of Engagement     | Amy                      | Episódio 1, Temporada 2       |
| 2007      | Crossing Jordan         | Geneva Todd              | Episódio 5, Temporada 6       |
| 2007      | Grey's Anatomy          | Rachel                   | Episódio 13, Temporada 3      |
| 2006      | 7th Heaven              | Ms. Margo                | Episódios 2-3-4, Temporada 11 |
| 2006      | NCIS                    | Siri Albert              | Episódio 5, Temporada 4       |
| 2006      | Happy Hour              | Shauna                   | Episódio 5                    |
| 2006      | The Loop                | Jenna                    | Episódio 2, Temporada 1       |
| 2006      | Crumbs                  | Alison                   | Episódio 7                    |
| 2005      | Love, Inc.              | Jill                     | Episódio 8                    |
| 2005      | The Closer              | Jennifer                 | Episódio 2, Temporada 1       |
| 2002-2005 | American Dreams         | Beth Mason               | Elenco principal              |
| 2001      | The Andy Dick Show      | Tina                     | Episódio: Professor Talcum    |

### Cinema
| Ano  | Título                       | Papel             | Notas                                      |
| ---- | ---------------------------- | ----------------- | ------------------------------------------ |
| 2015 | For Justice                  | Ellie Ashworth    | Telefilme                                  |
| 2015 | A Gift of Miracles           | Darcy             | Telefilme / Também foi produtora associada |
| 2014 | Ring by Spring               | Caryn Briggs      | Telefilme / Também foi produtora associada |
| 2013 | Who the F Is Buddy Applebaum | Janie             |                                            |
| 2013 | Black Marigolds              | Kate Cole         | Também foi produtora executiva             |
| 2012 | Coming Home                  | Megan Morgan      | Curta-metragem                             |
| 2012 | Holiday High School Reunion  | Georgia Hunt      | Telefilme / Também foi produtora associada |
| 2012 | It's a Disaster              | Lexi              |                                            |
| 2012 | Blind Turn                   | Samantha Holt     |                                            |
| 2011 | The Pill                     | Mindy             |                                            |
| 2011 | Chance of Showers            | Mulher em amarelo | Curta-metragem                             |
| 2010 | 10 Years Later               | Kyra Lee          |                                            |
| 2009 | Ghosts of Girlfriends Past   | Deena             |                                            |
| 2009 | (500) Days of Summer         | Alison            |                                            |
| 2008 | Hackett                      | Audrey            | Telefilme                                  |
| 2007 | The News                     | April Tarnoff     | Telefilme                                  |
| 2006 | Inseparable                  | Steph             | Telefilme                                  |
| 2005 | Peep Show                    | Marsha            | Telefilme                                  |
| 2002 | Smoking Herb                 | Jaquelyn Mason    |                                            |

## Prêmios e indicações
| Ano  | Prêmio                        | Categoria                   | Trabalho indicado | Resultado |
| ---- | ----------------------------- | --------------------------- | ----------------- | --------- |
| 2011 | NY Emerging Talent Award      | Compartilhado com Noah Bean | Mindy em The Pill | Vencedora |
| 2011 | Gen Art Film Festival Award   | Melhor Atriz                | Mindy em The Pill | Vencedora |
| 2011 | San Diego Film Festival Award | Melhor Atriz                | Mindy em The Pill | Vencedora |